# Augusto Capon
Augusto Capon, anche noto come Adriacus (Venezia, 3 novembre 1872 – Auschwitz, 23 ottobre 1943), è stato un ammiraglio italiano, distintosi come ufficiale durante la guerra italo-turca e la prima guerra mondiale.
Nel 1931, promosso ammiraglio di squadra, assunse l'incarico di capo del Servizio informazioni segrete della Marina (SIS). Rimasto escluso dalla vita militare dopo l'approvazione delle leggi razziali fasciste nel 1938, fu catturato dal nazisti nel corso del Rastrellamento del ghetto di Roma del 16 ottobre 1943 e deportato presso il Campo di concentramento di Auschwitz, dove morì nelle camere a gas.

## Biografia

Adriacus, Da Trieste a Valona, 1918

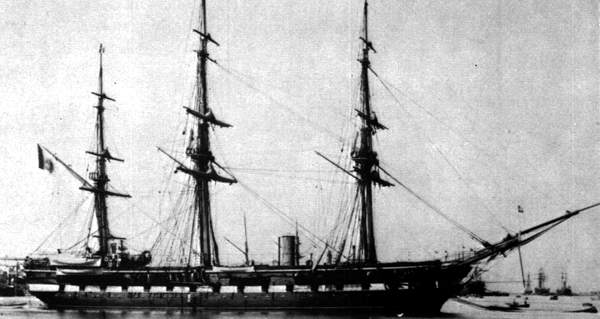
La pirofregata Vittorio Emanuele sulla quale fu imbarcato nel 1887

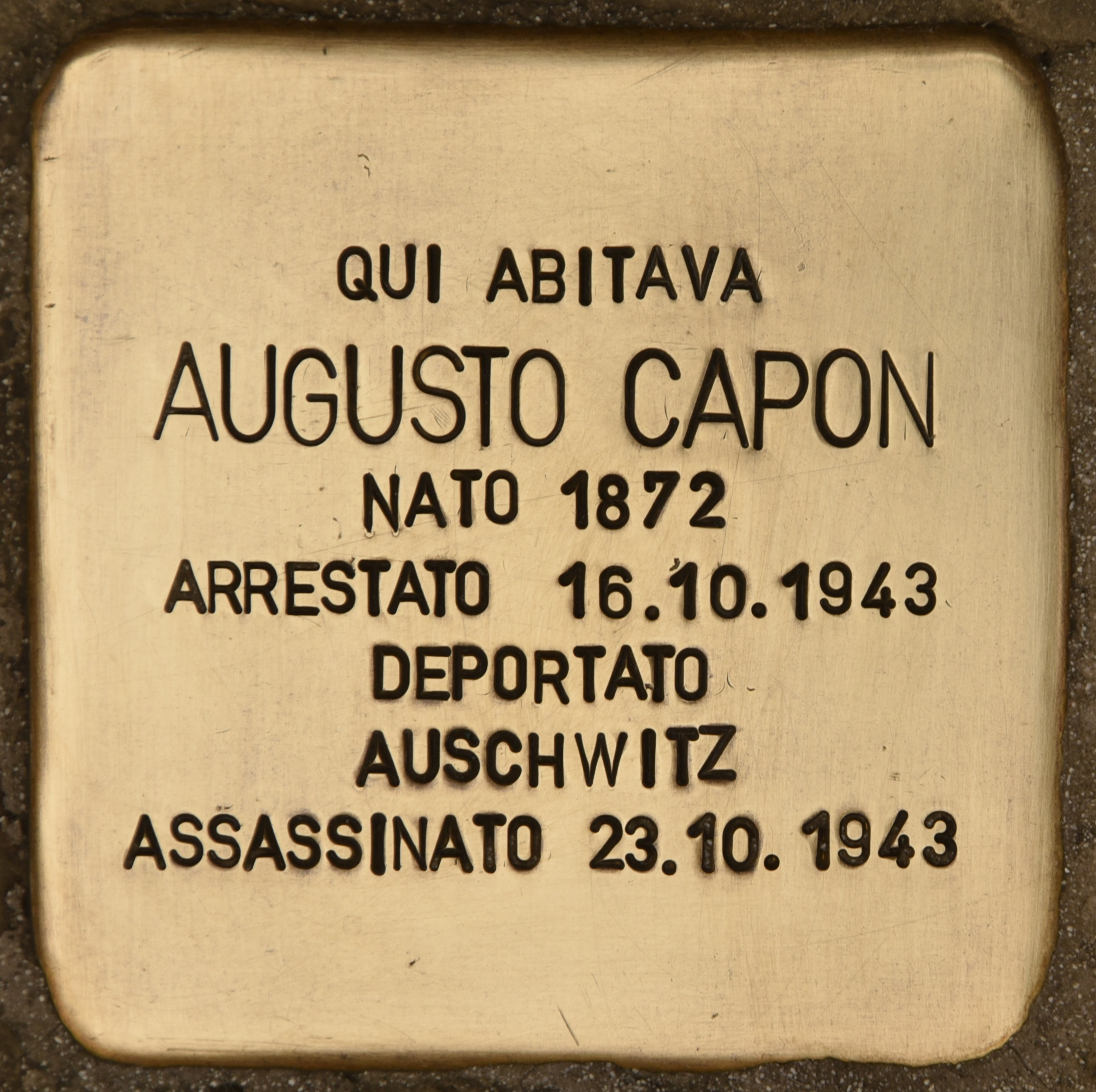
Pietra d'inciampo a Roma

Nacque a Venezia il 3 novembre 1872, figlio di Abramo e Sara Nina Levi.
Nel 1886, all'età di 14 anni si arruolò nella Regia marina iniziando a frequentare la Regia Accademia Navale di Livorno, da dove uscì con il grado di guardiamarina nel 1891. Durante gli anni di accademia fu oggetto di alcuni episodi di antisemitismo: senza motivo, fu posto agli arresti e privato dei galloncini di capoclasse, e poi dovette subire l'ostilità di un cappellano quando quest'ultimo seppe del suo credo religioso.

### Carriera e vita privata
Promosso tenente di vascello, nel 1908 risultava in servizio presso il Corpo di Stato maggiore generale della Regia marina. Nel 1910 fu promosso capitano di corvetta, e tra il 1911 e il 1912 prese parte alla guerra italo-turca. Nel 1913 divenne capitano di fregata, e in quell'anno predispose un piano per contrastare un eventuale attacco navale da parte della Francia. Dopo l'entrata in guerra del Regno d'Italia, avvenuta il 24 maggio 1915, si distinse al comando di un esploratore nel Mare Adriatico, venendo decorato con una Croce al merito di guerra.
Promosso capitano di vascello nel 1917, dopo la fine del conflitto fece una brillante carriera militare: contrammiraglio (1923), ammiraglio di divisione (1926) e ammiraglio di squadra (1931).
Oltre a periodi di imbarco e di comando operativo a bordo del naviglio militare, ricoprì anche l'incarico di capo del Servizio informazioni segrete della Marina (S.I.S.), e sostenne l'importanza degli interessi italiani nell'Adriatico.
Sposatosi con Costanza Romanelli, la coppia ebbe quattro figli, tra cui Laura (1907-1977) che nel 1928 sposò il fisico Enrico Fermi. 
Quando furono emanate le leggi razziali fasciste egli sperò invano una tutela dal provvedimento per i valorosi combattenti di religione ebraica che gli evitasse il congedo forzato, considerato per lui infamante, ma fu comunque espulso dai ruoli della riserva della Regia Marina.

### La cattura e la morte
Dopo la firma dell'armistizio dell'8 settembre 1943 firmato dal Governo Badoglio rimase fedele a Mussolini, approvando la formazione della Repubblica Sociale Italiana, sebbene, essendo di provata fede monarchica, ne criticò la forma repubblicana. Condivise il proclama patriottico di Alessandro Pavolini e di Rodolfo Graziani, al fine di combattere gli angloamericani in suolo italiano. Inoltre si dichiarò lieto quando apprese della formazione del nuovo Esercito Nazionale Repubblicano, segno della riorganizzazione militare, ma rimase sbigottito quando seppe che i tedeschi avevano provveduto a disarmare i carabinieri e i corazzieri presenti a Roma. Quando fu informato delle prime rappresaglie tedesche, egli reagì pensando che fossero solo esagerazioni, ma quando ricevette la notizia che la Germania nazista aveva militarmente annesso al suo territorio le città di Bolzano, Trento e Trieste, intuì ciò che realmente stava accadendo.
Dopo l'occupazione di Roma da parte dei tedeschi, il 16 ottobre 1943 il quartiere del ghetto fu rastrellato, e 1259 cittadini di religione ebraica furono arrestati dalle SS. Tra queste vi era anche lui, ormai anziano, vedovo e semiparalizzato, amico personale di Mussolini, e fedele alla dittatura. Quando i nazisti entrarono nella sua villa, dove viveva con la sorella, stava scrivendo il suo diario, in divisa e con tutte le decorazioni. I soldati non sentirono alcuna ragione, e gli diedero solo il tempo di raccogliere i suoi effetti personali per poi portarlo via. Capon, serafico, lasciò stare i suoi averi, si sedette di nuovo sulla sua scrivania, si mise alla macchina per scrivere, e scrisse le seguenti parole: è allora vero, come scrisse Carducci, che la nostra patria è vile?
Fatto salire di peso su di un camion militare e portato presso il Collegio Militare di Roma, dopo un breve periodo di detenzione, il 18 ottobre fu fatto salire su un treno insieme a molte altre persone. Uno di loro diede testimonianza di questo viaggio con destinazione Auschwitz: Fra noi si trovava l’Ammiraglio a riposo Capon di Venezia, che mostrò una lettera di Mussolini, credendo che un tal documento gli guadagnasse qualche favore. […] Egli ci diceva: “Noi andiamo alla morte”. Nessuno voleva crederlo. L'Ammiraglio diceva anche: “Voi non conoscete i tedeschi, io li ho già visti durante la prima guerra mondiale'. L'Ammiraglio mi dettò il suo testamento; sua figlia era sposata con lo scienziato Enrico Fermi, che lavorava alle ricerche atomiche negli Stati Uniti.
Il 23 ottobre 1943 il convoglio raggiunse il campo di sterminio, dove per l'età e la malattia Capon venne avviato direttamente alle camere a gas. Gli sopravvisse sua figlia Laura, che era espatriata col marito Enrico Fermi negli Stati Uniti nel 1938.

## Pubblicazioni
- Da Trieste a Valona. Il problema adriatico e i diritti dell'Italia, con lo pseudonimo di Adriacus, Alfieri & Lacroix, Milano, 1918.

### Annotazioni
1. ↑  Era cugino primo di Carlo Pincherle, padre dello scrittore Alberto Moravia, e la famiglia era imparentata che con la madre dei fratelli Carlo e Nello Rosselli.
2. ↑  Scrisse così nella sua biografia, rimasta inedita, e riportata nel libro di Cecini: La discriminazione, che secondo i primi intendimenti doveva pareggiare gli ebrei discriminati agli ariani, divenne invece una lustra, che non favorisce che i grandi possessori di beni immobiliari. Tutto ciò non fa onore all'uomo [Mussolini, ndA], al quale io rimasi fedele per amor di Patria, malgrado che questi bestiali provvedimenti mi colpissero nella mia dignità di uomo e di soldato, dopo una lunga carriera dedicata sempre al servizio del mio paese.

### Fonti
1. 1 2 3 4 5 6 7 8 9  Temi di Storia.
2. 1 2  Cecini 2008, p. 20.
3. ↑  Gabriele 2005, pp. 320-323.
4. ↑  Cecini 2008, p. 102.
5. 1 2 3 4 5  Cecini 2008, pp. 166-167.
6. 1 2 3 4 5  Accreditati.
7. ↑  Wachsberger 1979, p. 179.
8. ↑  Gazzetta Ufficiale del Regno d'Italia n.38 del 14 febbraio 1924, pag.717.